# Franz Benedict Suchan
Franz Benedict Suchan (* 1. September 1806 in Grocholub; † 20. Februar 1871 in Czarnowanz) war ein deutscher Priester und Politiker.

## Leben
Suchan studierte Katholische Theologie in Breslau und wurde zum Priester geweiht. Er war bis 1849 zunächst Kaplan in Wartha und Schweidnitz. Danach arbeitete er als Pfarradministrator in Himmelwitz und dann von 1849 bis 1852 als Administrator und von 1852 bis 1871 als Pfarrer in Czarnowanz.
Vom 20. Mai 1848 bis zum 29. Juli 1848 vertrat er den Wahlkreis 32. Provinz Schlesien (Groß-Strehlitz) in der Frankfurter Nationalversammlung. Sein Nachfolger im Parlament war Johann Mandrella. Vom 13. April 1849 bis zum 17. Mai 1849 war er als Nachfolger Mandrellas erneut Abgeordneter. Er blieb fraktionslos und stimmte mit dem Rechten Zentrum.